# 阿德特
阿德特（Adet 或 Addiet Canna）是埃塞俄比亞西北部阿姆哈拉州西戈賈姆地區的小鎮，座標11°16′N 37°29′E / 11.267°N 37.483°E，海拔2,216米。根據埃塞俄比亞中央統計局2005年人口普查的資料，阿德特人口約21,117，其中男性10,508人，女性10,609人。